# Valhey
Valhey est une commune française située dans le département de Meurthe-et-Moselle, en région Grand Est.

## Géographie
|        | Athienville      | Bathelémont |
| Serres | Valhey           |             |
|        | Einville-au-Jard | Bauzemont   |

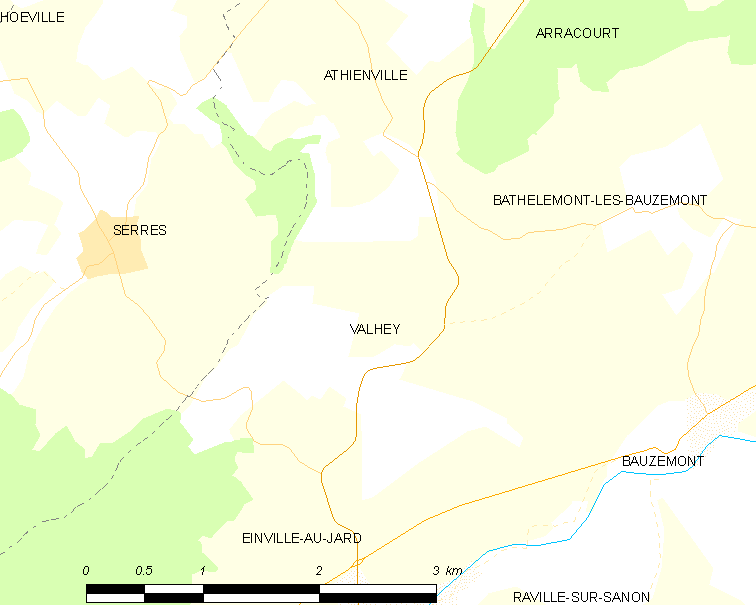
Carte de la commune.
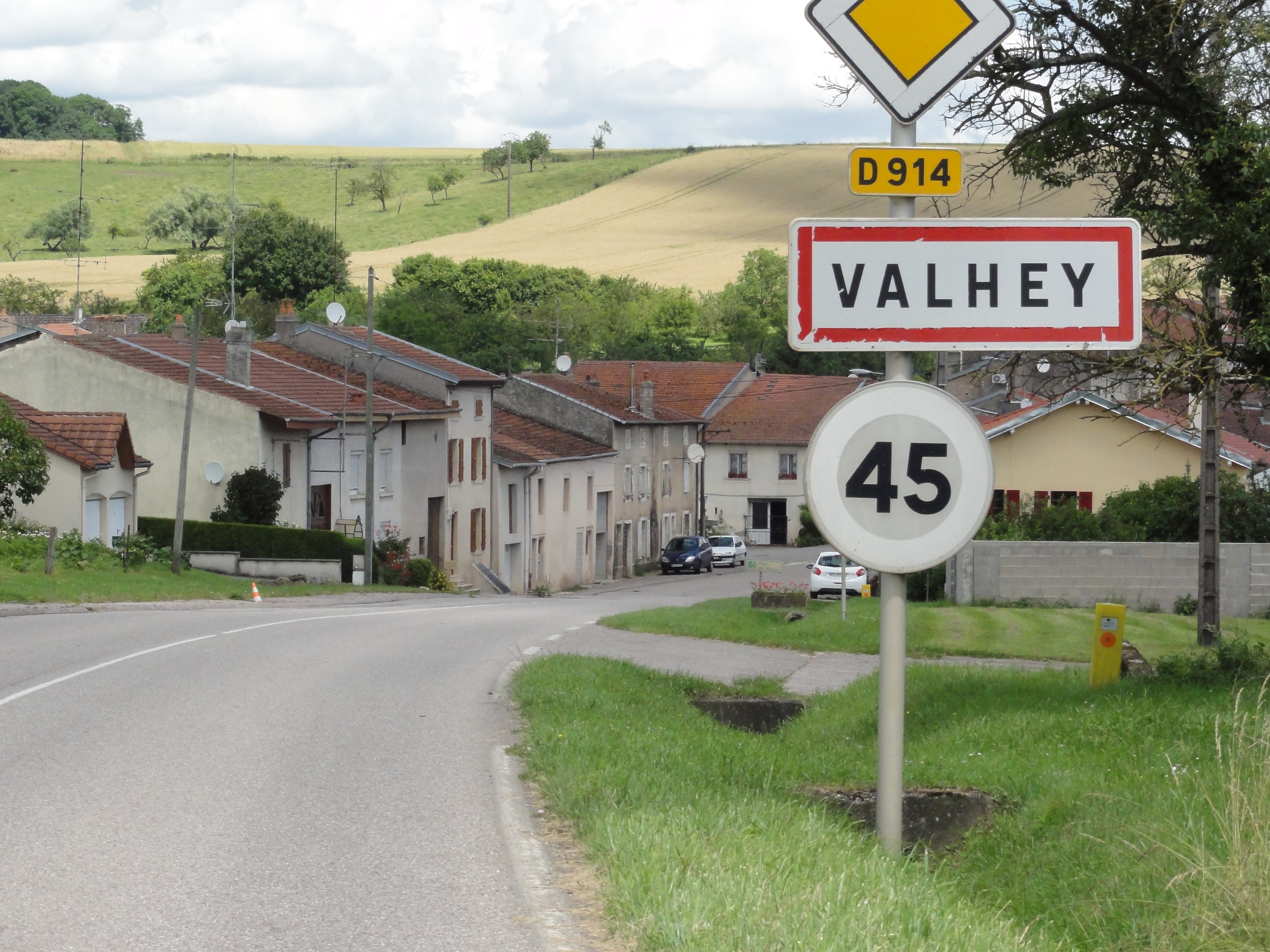
Entrée de Valhey.
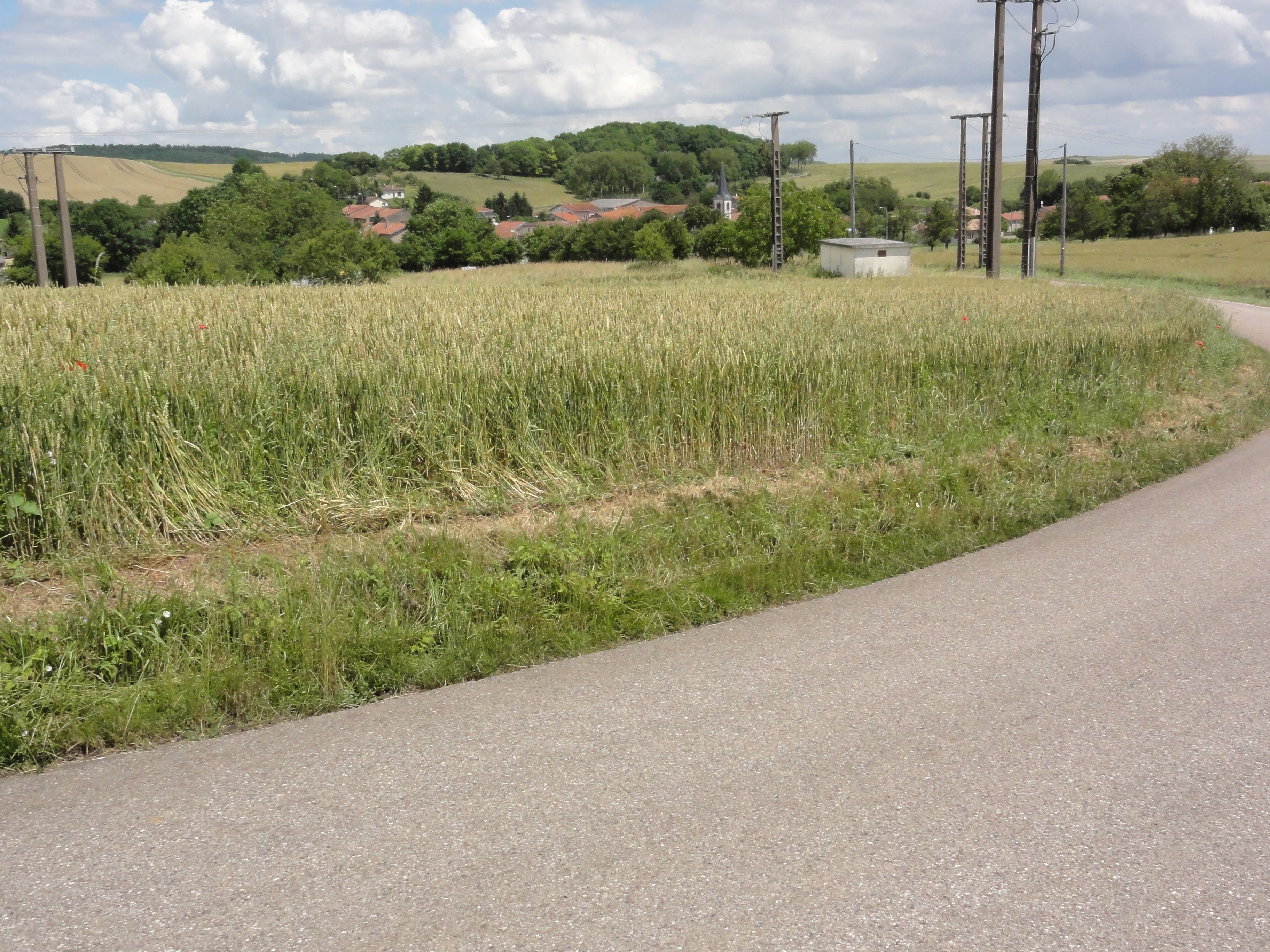
Paysage avec vue de Valhey.

### Hydrographie
La commune est dans le bassin versant du Rhin au sein du bassin Rhin-Meuse. Elle est drainée par le ruisseau de Basse Foucray, le ruisseau de Fossate, le ruisseau des Cinq Fontaines et le ruisseau du Moulin,.

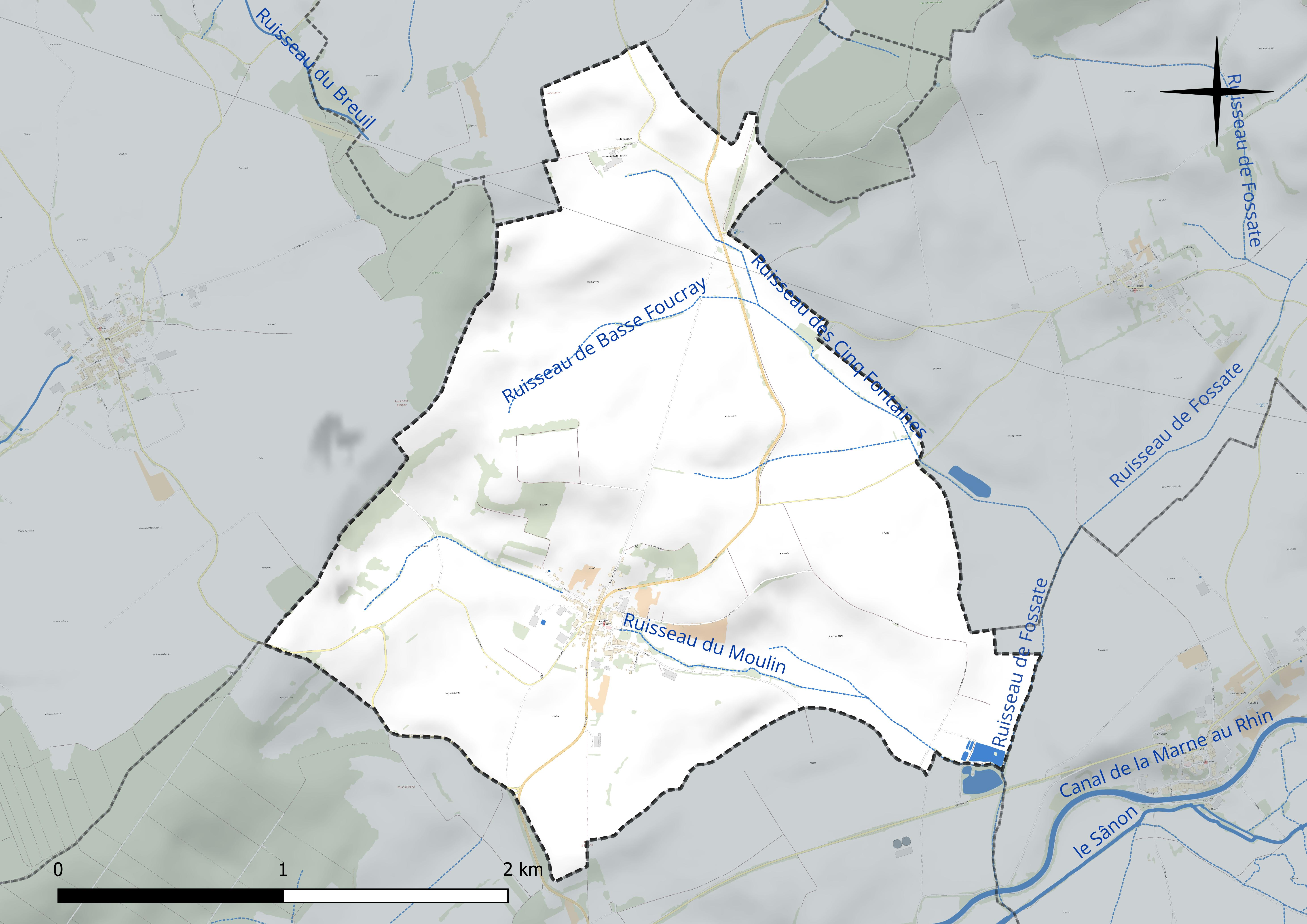
Réseau hydrographique de Valhey.

### Climat
Pour des articles plus généraux, voir Climat du Grand Est et Climat de Meurthe-et-Moselle.
En 2010, le climat de la commune est de type climat océanique dégradé des plaines du Centre et du Nord, selon une étude du Centre national de la recherche scientifique s'appuyant sur une série de données couvrant la période 1971-2000. En 2020, Météo-France publie une typologie des climats de la France métropolitaine dans laquelle la commune est exposée à un climat semi-continental et est dans la région climatique  Lorraine, plateau de Langres, Morvan, caractérisée par un hiver rude (1,5 °C), des vents modérés et des brouillards fréquents en automne et hiver. 
Pour la période 1971-2000, la température annuelle moyenne est de 9,7 °C, avec une amplitude thermique annuelle de 16,8 °C. Le cumul annuel moyen de précipitations est de 823 mm, avec 11,7 jours de précipitations en janvier et 9,3 jours en juillet. Pour la période 1991-2020, la température moyenne annuelle observée sur la station météorologique de Météo-France la plus proche, « Nancy-Essey », sur la commune de Tomblaine à 20 km à vol d'oiseau, est de 11,0 °C et le cumul annuel moyen de précipitations est de 746,3 mm. 
La température maximale relevée sur cette station est de 40,1 °C, atteinte le 24 juillet 2019 ; la température minimale est de −24,8 °C, atteinte le 21 février 1956,,. 
Les paramètres climatiques de la commune ont été estimés pour le milieu du siècle (2041-2070) selon différents scénarios d'émission de gaz à effet de serre à partir des nouvelles projections climatiques de référence DRIAS-2020. Ils sont consultables sur un site dédié publié par Météo-France en novembre 2022.

## Urbanisme

### Typologie
Au 1er janvier 2024, Valhey est catégorisée commune rurale à habitat dispersé, selon la nouvelle grille communale de densité à sept niveaux définie par l'Insee en 2022.
Elle est située hors unité urbaine. Par ailleurs la commune fait partie de l'aire d'attraction de Nancy, dont elle est une commune de la couronne,. Cette aire, qui regroupe 353 communes, est catégorisée dans les aires de 200 000 à moins de 700 000 habitants,.

### Occupation des sols
L'occupation des sols de la commune, telle qu'elle ressort de la base de données européenne d’occupation biophysique des sols Corine Land Cover (CLC), est marquée par l'importance des territoires agricoles (95,7 % en 2018), en diminution par rapport à 1990 (100 %). La répartition détaillée en 2018 est la suivante : terres arables (78 %), prairies (17,7 %), zones urbanisées (4,3 %). L'évolution de l’occupation des sols de la commune et de ses infrastructures peut être observée sur les différentes représentations cartographiques du territoire : la carte de Cassini (XVIIIe siècle), la carte d'état-major (1820-1866) et les cartes ou photos aériennes de l'IGN pour la période actuelle (1950 à aujourd'hui).

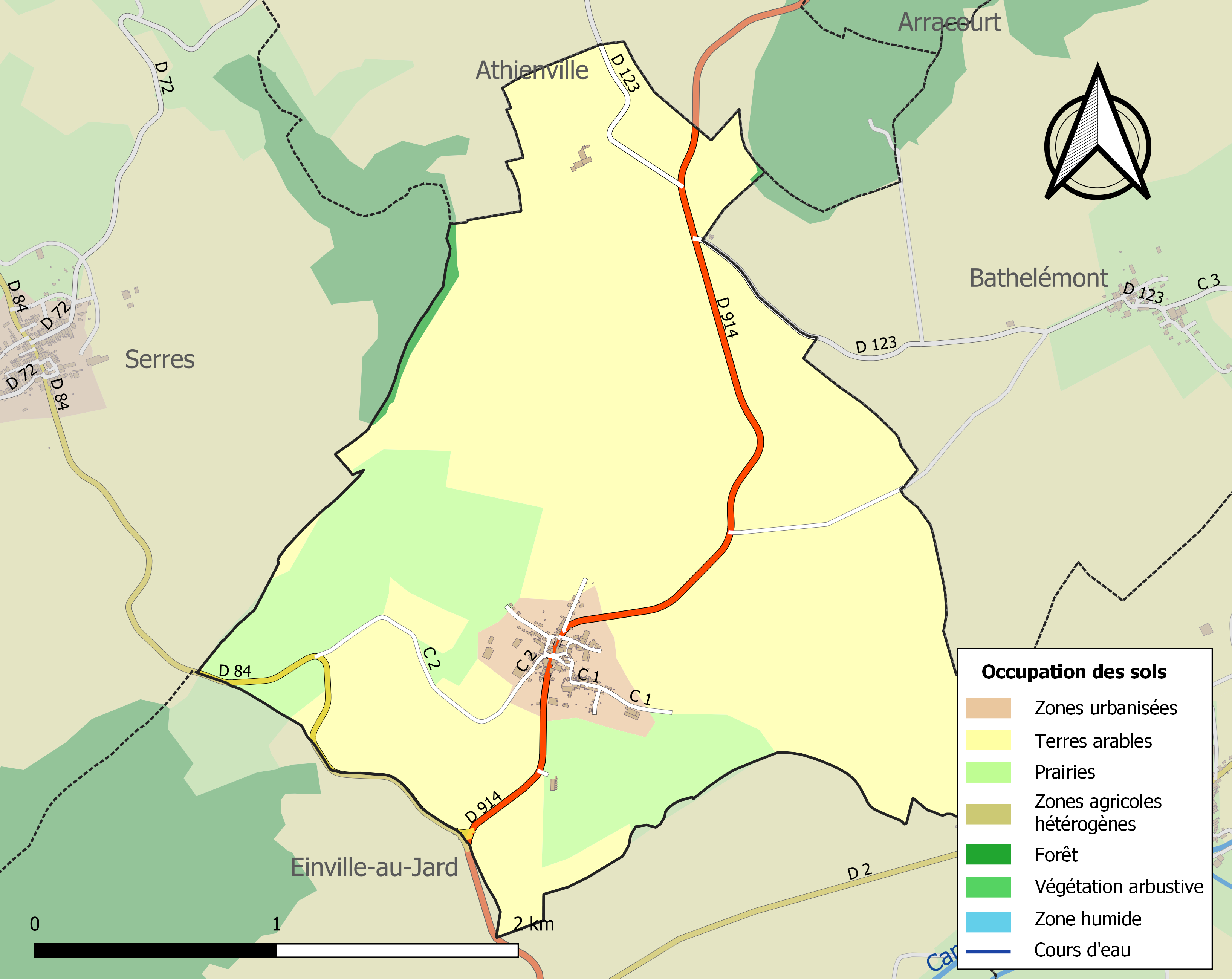
Carte des infrastructures et de l'occupation des sols de la commune en 2018 (CLC).

## Toponymie
Valches (1249) ; Valleheis (XIIIe siècle) ; Valleis (1290) ; Valleheiz (1298) ; Valheys (1419) ; Walhey (1570)[réf. nécessaire].

## Histoire
Le fief de Valhey relevait de la prévôté d'Einville, et du bailliage de Nancy. Le château a été construit en 1450, reconstruit en 1571. Il subit d'importants dégâts au cours de la guerre de Trente Ans et est abandonné et détruit dans le courant du XVIIIe siècle.

## Politique et administration
| Période                                  | Période                   | Identité                                             | Étiquette | Qualité     |
| ---------------------------------------- | ------------------------- | ---------------------------------------------------- | --------- | ----------- |
| Les données manquantes sont à compléter. |                           |                                                      |           |             |
| mars 2001                                | En cours (au 26 mai 2020) | Jean-Charles Braconot Réélu pour le mandat 2020-2026 |           | Agriculteur |

## Population et société

### Démographie
L'évolution du nombre d'habitants est connue à travers les recensements de la population effectués dans la commune depuis 1793. Pour les communes de moins de 10 000 habitants, une enquête de recensement portant sur toute la population est réalisée tous les cinq ans, les populations de référence des années intermédiaires étant quant à elles estimées par interpolation ou extrapolation. Pour la commune, le premier recensement exhaustif entrant dans le cadre du nouveau dispositif a été réalisé en 2007.

En 2022, la commune comptait 160 habitants, en évolution de −8,05 % par rapport à 2016 (Meurthe-et-Moselle : −0,13 %, France hors Mayotte : +2,11 %).
| 1793 | 1800 | 1806 | 1821 | 1831 | 1836 | 1841 | 1846 | 1851 |
| ---- | ---- | ---- | ---- | ---- | ---- | ---- | ---- | ---- |
| 199  | 199  | 200  | 260  | 268  | 275  | 291  | 332  | 317  |

| 1856 | 1861 | 1872 | 1876 | 1881 | 1886 | 1891 | 1896 | 1901 |
| ---- | ---- | ---- | ---- | ---- | ---- | ---- | ---- | ---- |
| 286  | 287  | 285  | 285  | 275  | 275  | 273  | 245  | 228  |

| 1906 | 1911 | 1921 | 1926 | 1931 | 1936 | 1946 | 1954 | 1962 |
| ---- | ---- | ---- | ---- | ---- | ---- | ---- | ---- | ---- |
| 236  | 232  | 177  | 205  | 182  | 169  | 149  | 144  | 148  |

| 1968 | 1975 | 1982 | 1990 | 1999 | 2006 | 2007 | 2012 | 2017 |
| ---- | ---- | ---- | ---- | ---- | ---- | ---- | ---- | ---- |
| 153  | 140  | 151  | 165  | 158  | 166  | 167  | 172  | 170  |

| 2022 | - | - | - | - | - | - | - | - |
| ---- | - | - | - | - | - | - | - | - |
| 160  | - | - | - | - | - | - | - | - |

## Culture locale et patrimoine

### Lieux et monuments
- Église Saint-Léonard de Valhey, du XIXe siècle, restaurée.
- Monument aux morts au cimetière (croix).
- Mémorial du 37e tank bataillon.

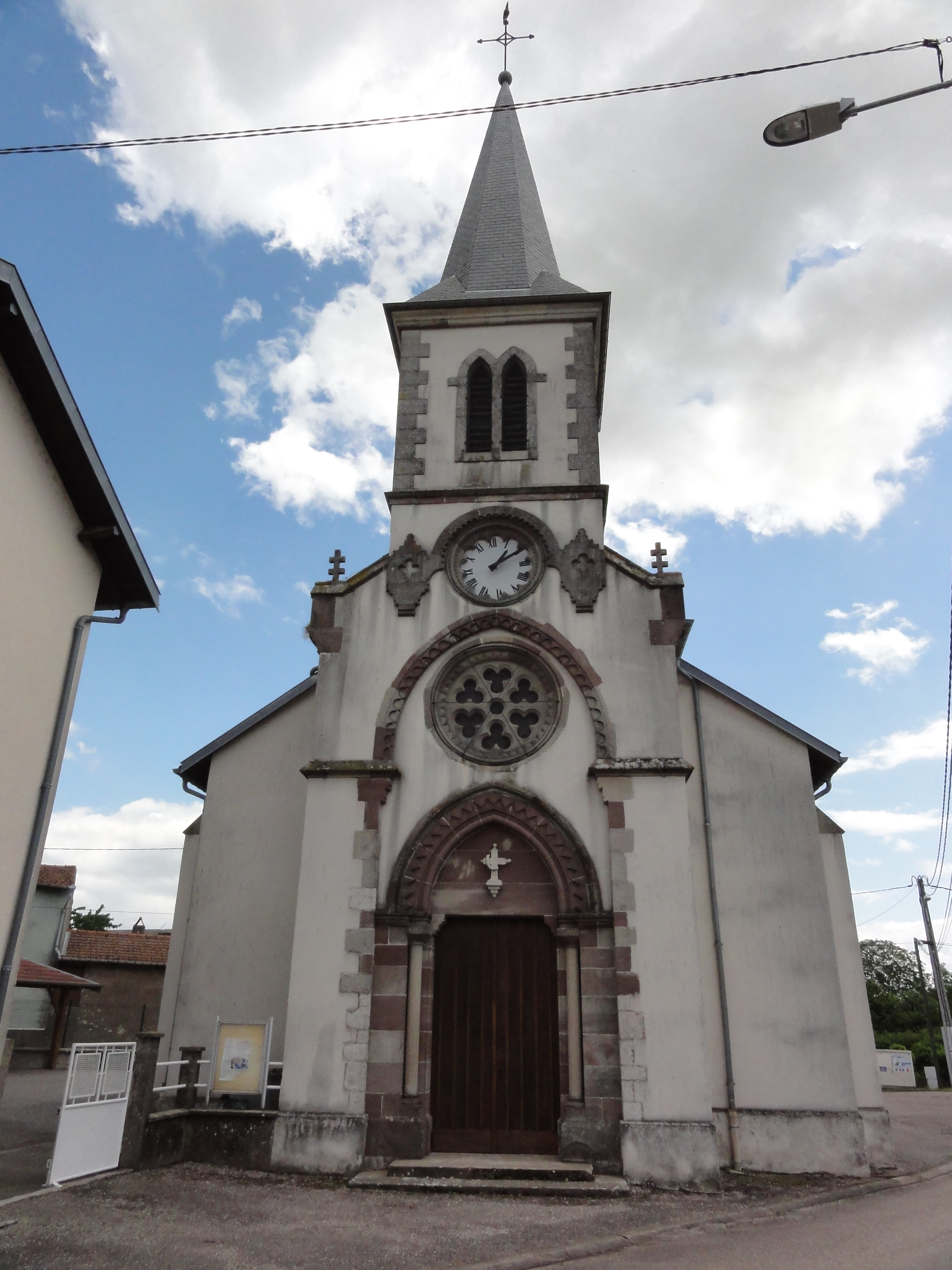
Église Saint-Léonard.
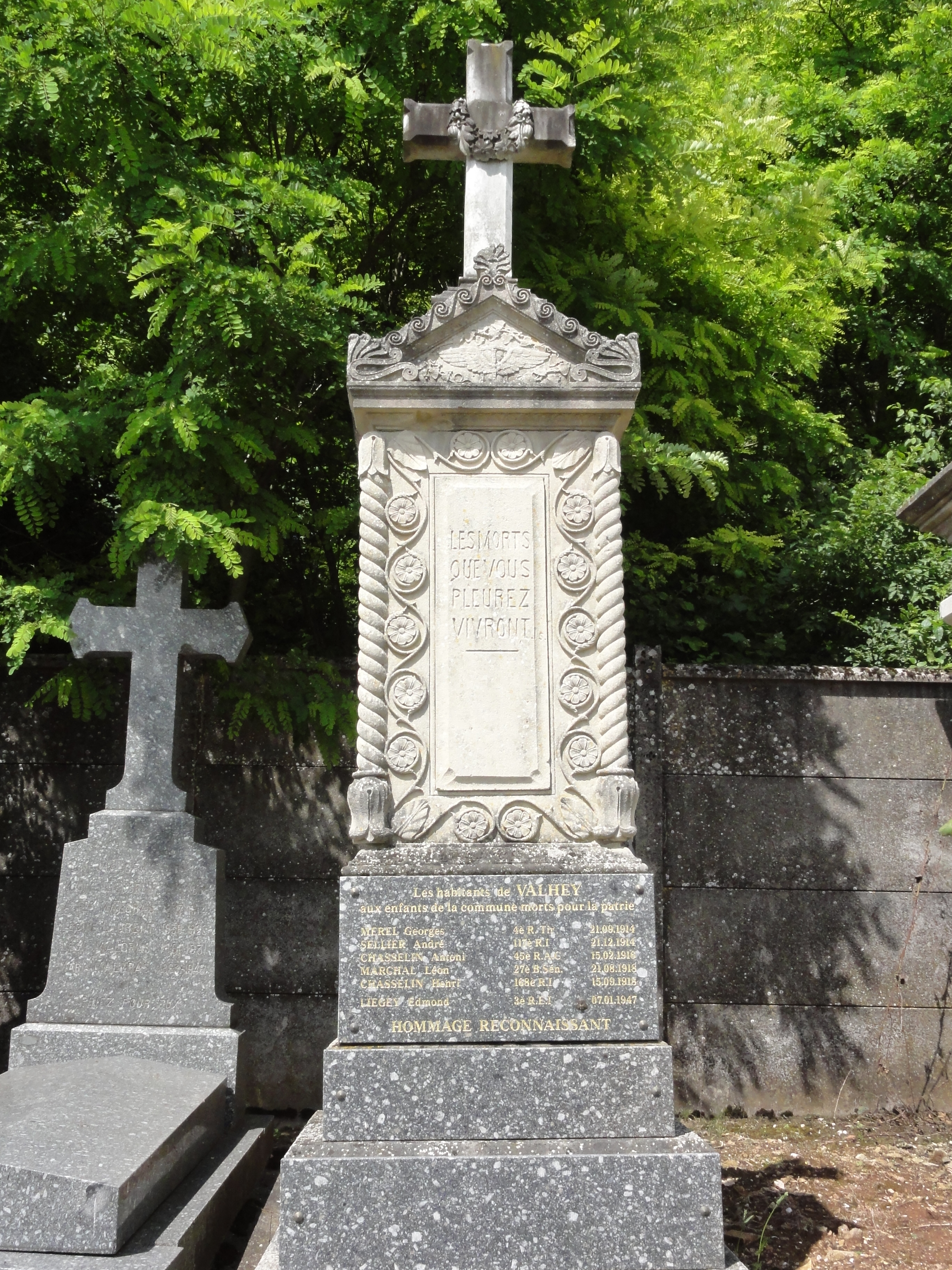
Monument aux morts.
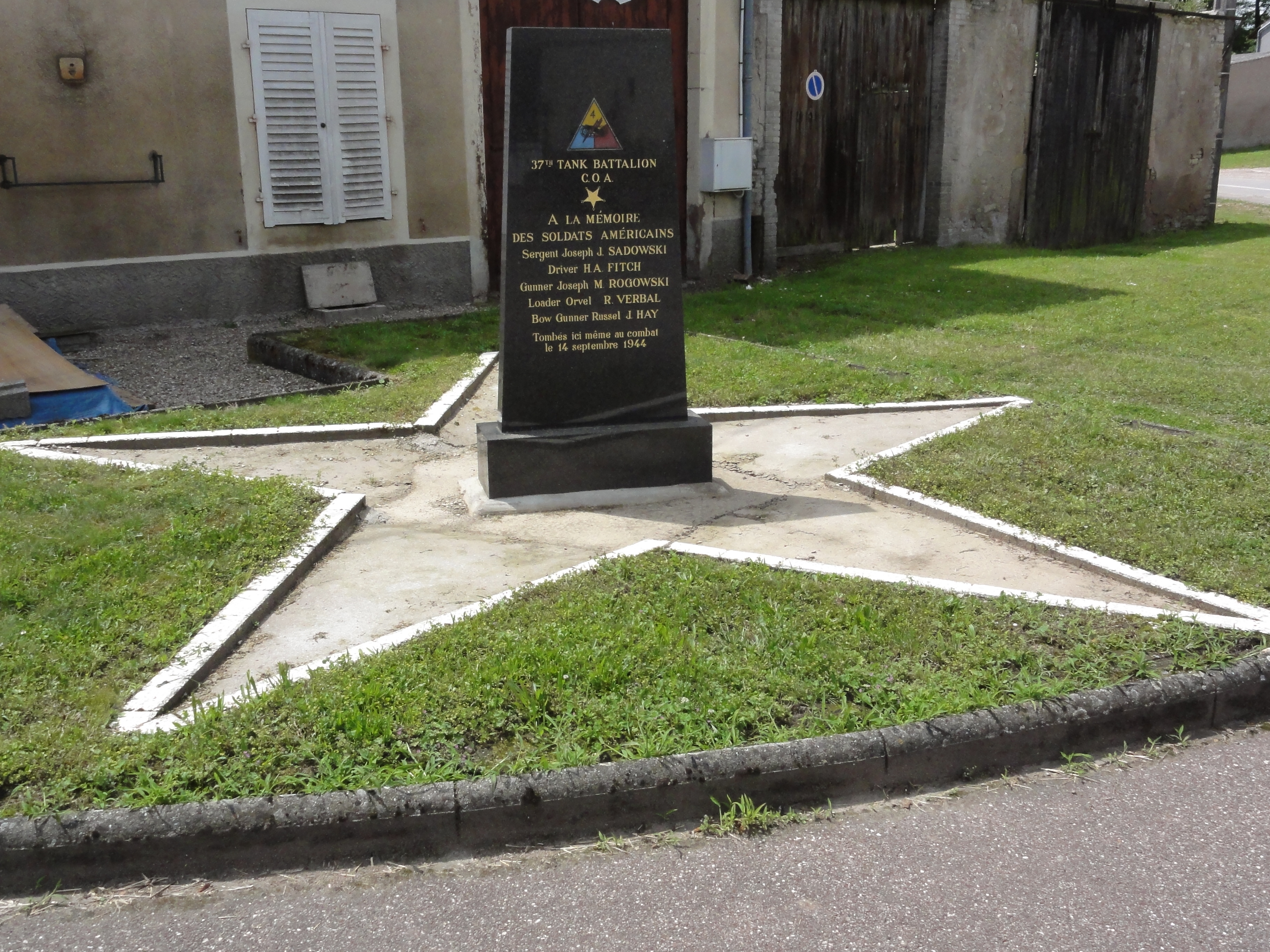
Mémorial du 37e tank bataillon.

### Personnalités liées à la commune
- Jean des Porcelets de Maillane (1581-1624), évêque de Toul de 1607 à 1624.

### Héraldique, logotype et devise
| Blason de Valhey | Blason  | D'argent à une bande engrêlée de gueules accompagnée de douze billettes de même, posées en bande, six en chef ordonnées 1, 2 et 3 et six en pointe ordonnées 3, 2 et 1. |
| Blason de Valhey | Détails | Ce sont les armes de la famille Valhey, d'ancienne chevalerie. Cette famille s'éteignit rapidement et la terre advint alors aux sires d'Einville. Puis, au XVe siècle la seigneurie passa dans la famille Des Porcelets de Maillane. Le statut officiel du blason reste à déterminer. |